# Juan Carlos Massei
Juan Carlos Massei (Monte Buey, Córdoba, Argentina, 10 de junio de 1956) es un bioquímico y político argentino.
Perteneciente al Partido Justicialista de la provincia de Córdoba. Actualmente se desempeña como Ministro de Gobierno de esa provincia tras ser designado por el gobernador Juan Schiaretti.
Anteriormente, ocupó los cargos de Concejal e Intendente de la localidad de Monte Buey, ministro de Desarrollo Social durante la primera gestión de Juan Schiaretti y Ministro de Seguridad durante 2007, siendo gobernador José Manuel de la Sota. También fue elegido para tres mandatos como legislador provincial.

## Biografía
Nació el 10 de junio de 1956 en la localidad de Monte Buey y egresó como Bioquímico en la Universidad Nacional de Córdoba.
Comenzó su carrera política en su ciudad natal, donde fue elegido concejal e intendente durante dos periodos. En el Concejo Deliberante ocupó el cargo de vicepresidente del cuerpo legislativo.
En 1999 fue elegido Diputado provincial, y posteriormente Legislador por el departamento Marcos Juárez luego de la unificación del Poder Legislativo de la provincia en una sola cámara. Durante los cuatro periodos en los que sirvió en la Legislatura, se desempeñó también como jefe de bloque de Unión por Córdoba.
En 2007 el gobernador José Manuel de la Sota lo designó como Ministro de Seguridad de la provincia, cargo que ocupó durante ese año, en tanto en diciembre, después de la asunción de Juan Schiaretti, es nombrado Ministro de Desarrollo Social.
Durante su periodo al frente esta cartera, llevó adelante distintos programas e iniciativas, como el lanzamiento del programa Vida Digna en 2010, una línea de créditos para familias de escasos recursos o la Tarifa Solidaria de energía eléctrica y agua potable para jubilados y pensionados.
En 2015 fue nombrado Ministro de Gobierno para el segundo mandato de Juan Schiaretti, cartera desde la cual implementó la nueva policía barrial de la provincia, firmó junto a los municipios de Córdoba el Acuerdo Federal que contempla el desarrollo de obras en los municipios locales.
Como parte de su gestión y en conjunto con otros ministerios, también implementó un programa de iluminación led, mediante el cual se colocaran 20.000 lámparas led en distintos municipios de Córdoba.